# Pancorius daitaricus
Espèce
Synonymes
- Orissania daitarica Prószyński, 1992

Pancorius daitaricus est une espèce d'araignées aranéomorphes de la famille des Salticidae.

## Distribution
Cette espèce est endémique d'Odisha en Inde,.

## Description
La carapace de la femelle holotype mesure 2,97 mm de long et l'abdomen 3,32 mm.

## Étymologie
Son nom d'espèce lui a été donné en référence au lieu de sa découverte, Daitari.

## Publication originale
- Prószyński, 1992 : Salticidae (Araneae) of India in the collection of the Hungarian National Natural History Museum in Budapest. Annales zoologici, Warszawa, vol. 44, p. 165-277.